# Marco Lombardo
Marco Lombardo (Lombardia, ... – ...; fl. XIII secolo) è stato un funzionario italiano cortigiano dell'Italia settentrionale nella seconda metà del Duecento, di cui si hanno scarse informazioni storiche, e di cui parla Dante nella Divina Commedia. I più antichi commentatori lo descrivono come un personaggio positivo, nobile e generoso.

## Marco Lombardo nellaDivina Commedia
Dante, insieme con Virgilio nel corso del suo viaggio ultraterreno, incontra questo personaggio nel XVI canto del Purgatorio, nella terza cornice (tra gli iracondi, che espiano la loro pena immersi in un fumo densissimo e pungente). Gli chiede se la fine della cortesia e il trionfo della corruzione derivino dall'influsso astrale o dalla volontà degli uomini; Marco risponde che responsabili sono gli uomini con il loro libero arbitrio (‘lume v’è dato a bene e a malizia, v. 75; Però, se ‘l mondo presente disvia, / in voi è la cagione…, vv. 82-83), e la Chiesa che insidia l'autorità temporale dell'Impero (… ed è giunta la spada / col pasturale…, vv. 109-110).